# Osina (gemeente)
De gemeente Osina is een landgemeente in Polen en maakt deel uit van powiat Goleniowski. Aangrenzende gemeenten:
- Goleniów, Maszewo, Nowogard en Przybiernów (powiat Goleniowski)

De zetel van de gemeente is in het dorp Osina.
De gemeente beslaat 6,3% van de totale oppervlakte van de powiat.

## Demografie
De gemeente heeft 3,7% van het aantal inwoners van de powiat.

## Plaatsen
- Osina (Duits Schönhagen, dorp)

sołectwo:
- Bodzęcin, Kikorze, Kościuszki, Krzywice, Przypólsko, Redło, Redostowo, Węgorza en Węgorzyce.